# Amor intellectualis Dei
Amor intellectualis Dei oder Amor intellectualis erga Deum (lat. für „geistige Gottesliebe“ bzw. „Liebe zu Gott“) ist ein Begriff des niederländischen Philosophen Baruch de Spinoza, der die spirituelle Erfahrung einer Vereinigung nicht nur zwischen Mensch und Gott beschreibt, sondern auch zwischen rationalen und affektiven Komponenten des Erkennens. Die dritte Gattung der Erkenntnis (nach „Meinung“ und „Vernunft“), aus welcher der „amor Dei intellectualis“ entspringt, nennt Spinoza „intuitives Wissen“ (scientia intuitiva). Es hat Goethe und den deutschen Idealismus fasziniert.

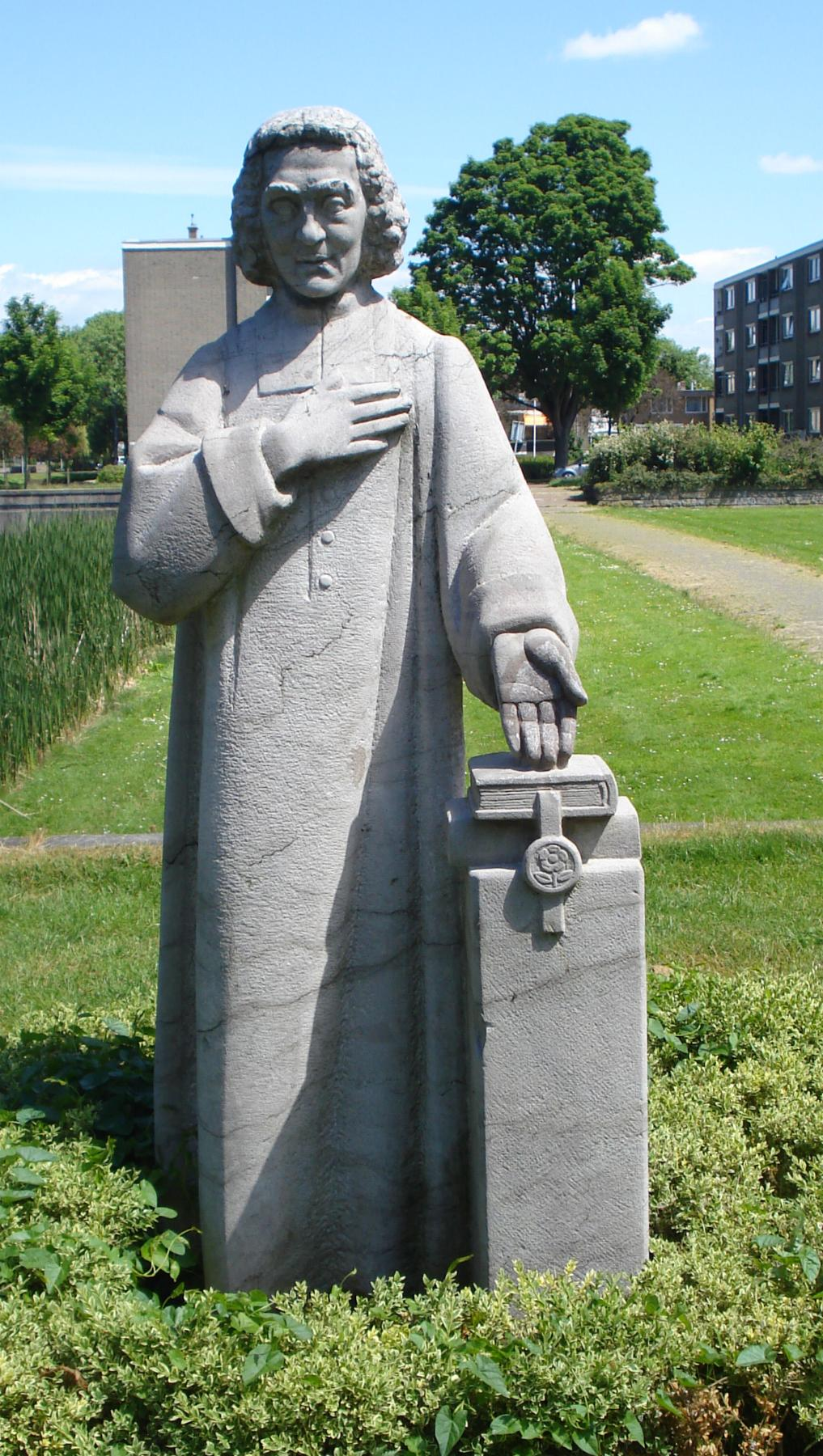
„Benedictus de Spinoza“ (Kunstwerk von Rudolf Roth)

## Begriffsgeschichte
Laut Wolfgang Röd findet sich die Idee einer der Erkenntnis entspringenden Liebe schon lange vor Spinoza, erstmals wohl bei Platon, dessen Lehre vom philosophischen Eros im Symposion den Gedanken enthält, dass der von der Liebe zum Schönen an sich Geleitete in der geistigen Schau das Wahre selbst berührt. Die platonische Liebe sei der Trieb des Endlichen zum Ewigen, und näher die sittliche Hingabe Jenes an Dieses zum Zweck seiner Wesens- und Lebensergänzung. Die Affektenlehre Spinozas geht aber von dem Prinzip der Selbsterhaltung und der Begierde des Endlichen aus.
Wenn Ebreo betonte, dass auch Gott die Geschöpfe liebe, äußerte er eine Ansicht, die Spinoza entschieden zurückwies: „wenn der Mensch, wie alle endlichen Wesen, als Manifestation Gottes in Gott ist, ist er von Gott nicht verschieden und kann daher von diesem nicht geliebt werden“. Spinoza erklärt, dass des Geistes amor intellectualis Dei nur ein Teil der unendlichen Liebe Gottes zu sich selber ist; und er zieht nur die Folgerungen aus seinen metaphysischen Grundannahmen, wenn er schließlich beider Identität behauptet. Die Erkenntnis als der mächtigste Affekt, nämlich als der Affekt der Vernunft selbst, sofern diese nicht Leiden, sondern Tun ist, ist amor intellectualis: Liebe der Vernunft. Wie er das Verhältnis von Intellekt und Liebe auffasste, geht schon aus dem Kurzen Traktat hervor, wo der Intellekt „Bruder“ der Liebe ist. Die Einsicht, dass alle Seienden der Einheit der Natur angehören, fasste Spinoza als Vereinigung mit dieser als der absolut unendlichen Substanz auf:

„Solange wir von Gott nicht eine so klare Idee haben, die uns mit ihm derart vereinigt, daß sie nicht zuläßt, irgend etwas außerhalb von ihm zu lieben, so lange können wir nicht sagen, in Wahrheit mit Gott vereinigt zu sein, also unmittelbar von ihm abzuhängen.“

Wir erkennen Gott „allein durch ihn selbst“. Dabei ist eine „klare Erkenntnis“ für Spinoza „das, was nicht durch vernunftgemäße Überzeugung, sondern durch ein Fühlen und Genießen der Dinge selbst entsteht.“ Die Liebe ist „eine Vereinigung, durch die der Liebende und das Geliebte zu einem und demselben Ding werden oder zusammen ein Ganzes ausmachen“. Spinoza berichtet, „dass wir, wenn wir Gott einmal zu erkennen anfangen“, „dann auch mit ihm noch näher als mit unserem Körper vereinigt und von diesem Körper gleichsam losgelöst sein müssen“. Für ihn besteht „unsere Seligkeit“ in der Vereinigung mit Gott und in der Liebe zu Gott liegt „unser Heil“, „unsere Glückseligkeit“ und unsere „Freiheit“.

## Rezeption
Goethe nahm im Faust den spinozistischen Gedanken vom „amor Dei intellectualis“ auf:
Entschlafen sind nun wilde Triebe

Mit jedem ungestümen Thun; 

Es reget sich die Menschenliebe, 

Die Liebe Gottes regt sich nun. 
Diese Verse zeichnen das Bild des Weisen, der scheinbar asketisch nur dem stärksten Affekt gehorcht, in dem erkennende Gottesliebe und Selbstbefreiung ein und dasselbe sind. Die Betrachtung der Urphänomene ist für Goethe eine Form der Gottesverehrung, und so gibt es zwar auch für ihn wie für Spinoza einen amor Dei intellectualis, nur entspricht dieser dem bei Goethe veränderten Sinn der Scientia intuitiva und ist folglich vermittelt durch die intellektuelle Anschauung der Urphänomene. In dieser Anschauung, und nicht, wie bei Spinoza, in einer logischen, teils unmittelbar, teils aus dem Unmittelbaren durch Deduktion erfassten Erkenntnis, besteht für Goethe die Scientia intuitiva.
In der Tradition von Spinozas „scientia intuitiva“ verwenden auch Johann Gottlieb Fichte, Schelling und Hölderlin den Terminus „intellektuale Anschauung“. In Aufnahme von Spinozas amor Dei intellectualis präzisiert Fichte die Idee der Wechselliebe dahingehend, dass das Bewegtsein des Menschen durch Liebe zu Gott in Wahrheit nichts anderes als Gottes eigene Selbstliebe sei, an deren Rückbezüglichkeit auf sich und an deren Selbstrealisation der Mensch teilhat.